# Спас Спасов (полковник)
Вижте пояснителната страница за други личности с името Спас Спасов.
Спас Иванов Спасов е български офицер, полковник от артилерията, командир на взвод от 2-ро конно артилерийско отделение през Първата световна война (1915 – 1918), началник на Прилепския гарнизон и командир на 4-та пехотна преславска дивизия (1944 – 1945) през Втората световна война (1941 – 1945).

## Биография
Спас Спасов е роден на 1 април 1896 г. в с. Дълбок дол, Троянско. На 1 август 1917 завършва Военното на Негово Княжеско Височество училище в 35-и Нишки боен випуск, произведен е в чин подпоручик от артилерията и назначен за командир на взвод от 2-ро конно артилерийско отделение с който взема участие в Първата световна война (1915 – 1918). Съгласно заповед № 464 от 1921 г. по Министерството на войната „за отличия и заслуги през третия период на войната“ е награден с орден „Св. Александър“ V степен с мечове в средата.
След войната на 30 юни 1919 г. е произведен в чин поручик. Служи последователно в 25-и артилерийски полк, 23-ти артилерийски полк, 5-и артилерийски полк, 2-ри конен артилерийски полк и 5-и артилерийски полк. През 1926 година е произведен в чин капитан.
През 1927 г. капитан Спасов е назначен на служба в Шуменския укрепен пункт, в началото на 1928 г. е назначен за командир на батарея от 3-ти армейски артилерийски полк, от 1931 г. е командир на учебна батарея във Военното училище и от 1933 г. е командир на батарея от Школата за запасни офицери. На 6 май 1935 г. е произведен в чин майор и от същата година служи като командир на отделение от 1-ви дивизионен артилерийски полк, като по-късно същата година е назначен за командир на дивизион от 9-и конен полк, а от следващата година е командир на отделение от 1-ви дивизионен артилерийски полк. На 6 май 1939 г. е произведен в чин подполковник.
По време на Втората световна война (1941 – 1945) подполковник Спас Спасов е приведен от Русенския гарнизон в Прилепския гарнизон, като като началник на гарнизон и назначен на служба в 15-и дивизионен артилерийски полк. След събитията в Прилепския гарнизон на 11 октомври 1941 г., през 1942 г. е върнат в Русе на служба в 1-ви дивизионен артилерийски полк. На 3 октомври 1942 г. е произведен в чин полковник, а на 14 септември 1944 г. е назначен за командир на 4-та пехотна преславска дивизия с която взема участие в Нишката операция. След войната през 1945 г. е назначен за началник на артилерийския отдел от Щаба на войската и на 11 юли 1946 г. е уволнен от служба.
Награден е с Военен орден „За храброст“ IV степен, 1-ви клас и Орден „Св. Александър“ III степен с мечове в средата.
Полковник Спасов е обект на биографичната книга за полковник Димитър Младенов „Кажи кога да умра“ на писателя Христо Троански, в която Троански твърди, че именно заради събитията на 11 октомври 1941 г. и действията си, полковник Спасов е уволнен от служба началник на Прилепския гарнизон и върнат в старите предели на Царство България.

## Семейство
Полковник Спас Спасов е женен има 2 деца.

## Военни звания
- Подпоручик (1 август 1917)
- Поручик (30 юни 1919)
- Капитан (1926)
- Майор (6 май 1935)
- Подполковник (6 май 1939)
- Полковник (3 октомври 1942)

## Награди
- Орден „Св. Александър“ V степен с мечове в средата (1921)
- Военен орден „За храброст“ IV степен, 1-ви клас
- Орден „Св. Александър“ III степен с мечове в средата